# 郑莉
郑莉（1969年1月—），女，山东平原人，中华人民共和国政治人物。曾任内江市人民政府市长、中共内江市委书记，现任中共四川省委常委、宣传部部长。